# Emiliano Zapata, Las Choapas
Emiliano Zapata är en ort i Mexiko.   Den ligger i kommunen Las Choapas och delstaten Veracruz, i den sydöstra delen av landet, 600 km öster om huvudstaden Mexico City. Emiliano Zapata ligger 127 meter över havet och antalet invånare är 152.
Terrängen runt Emiliano Zapata är kuperad åt sydost, men åt nordväst är den platt. Runt Emiliano Zapata är det ganska glesbefolkat, med 29 invånare per kvadratkilometer. Närmaste större samhälle är Rafael Murillo Vidal, 2,6 km väster om Emiliano Zapata. I omgivningarna runt Emiliano Zapata växer i huvudsak städsegrön lövskog.